# هواکره دوم
هواکره دوم (به انگلیسی: Secondary atmosphere) یا جَو ثانویهٔ یک سیاره، هواکره‌ای که در دوران شکل گیری خورشید و به وسیلهٔ قرص برافزایشی پدید آمده نیست؛ بلکه پس از پیدایش سیاره، تأثیر گرداننده‌های دیگری انگیزهٔ پدیداری آن گردیده است.
هواکرهٔ دوم از فعالیت‌های آتشفشانی درون سیاره، یا با انباشته شدن آنچه دنباله‌دارها در درازای زمان با خود آورده‌اند پدید آمده‌است. داشتن هواکرهٔ دوم، یکی از ویژگی‌های سیاره‌های زمین‌سان است. در سامانهٔ خورشیدی: تیر، ناهید، زمین، و بهرام دارای هواکرهٔ دوم هستند. هواکرهٔ نخستین در مقایسه با هواکرهٔ دوم مانند: اتمسفر مُشتَری، نسبتاً نازک است.